# Notker de Sankt Gallen
Notker de Sankt Gallen   (Jonschwil i Elgg, c. 840 - Sankt Gallen, 6 d'abril de 912) o Notker Balbulus, o Notger el Tartamut va ser un monjo de l'abadia de Sant Gal, destacat poeta i compositor de música. El seu nom Balbulus és un sobrenom que significa "el Tartamut". És un dels poetes litúrgics més importants de l'edat mitjana.

## Biografia
Notker va néixer cap a l'any 840, prop de l'Abadia de Saint Gall a l'actual Suïssa. La seva família adinerada era d'origen alamànic o suís i posseïen terres a Jonschwil de Thurgau. Notker's el biògraf posterior Ekkehard V afirma que va néixer a Heiligau, ara Elgg, al Cantó de Zuric, però això ha estat rebutjat per l'historiador Gerold Meyer von Knonau, que suggereix un lloc de naixement prop de Jonschwil. Des de petit, Notker va tenir un tartamudeig, a causa de la pèrdua de dents en la seva joventut, donant com a resultat l'epithet llatí balbulus (lit. ‘babbler’) o "the Stammerer" en anglès. El musicòleg alemany Stefan Morent el compara amb el parcialment cec Walafrid Estrabó i Hermann de Reichenau, que tenien una coixesa, com a tres monjos que van aconseguir gestes creatives malgrat les seves discapacitats físiques.
Va començar l'escolaritat a Saint Gall molt aviat i va passar la resta de la seva vida a l'Abadia. Entre els seus professors hi havia el monjo suís Iso de St. Gallen i el monjo irlandès Moengal, anomenat "Marcellus" per Notker. També pot haver estat instruït per Grimald de Weissenburg, un estudiant de Alcuin. El llibre posterior Casus monasterii Sancti Galli de Ekkehard IV "pinta un quadre animat de l'escola del monestir", i assenyala que Notker es va ensenyar al costat de Tuotilo i Ratpert; tots tres es convertirien en professors i compositors a l'Abadia.

## Obres
Va completar la crònica d'Ercambert i va escriure un martirologi i una biografia en vers de Sant Gal. Es pensa que és el Monjo de Sankt Gallen (Monachus Sangallensis) que va escriure la Gesta Caroli Magni, un recull d'anècdotes sobre Carlemany i els esdeveniments de la França del seu temps que, juntament amb la crònica d'Eginard, és una font valuosíssima de dades sobre aquest període. Se li adscriuen a més molts altres treballs, encara que no es té certesa de la seva autoria en tots ells. En l'edat mitjana se li atribuïa, per exemple, l'himne Mitja Vita, de manera errònia.
Va introduir en Alemanya un nou tipus de lírica religiosa anomenada seqüència gregoriana, innovant en la manera de separar les síl·labes llatines per a cantar-les (veure cant gregorià), especialment en el cant de l'Al·leluia després de la lectura de l'evangeli. El seu Liber hymnorum, creat entre 881 i 887, n'és un exemple. Hi són freqüents els poemes mnemònics, que ajuden a recordar els tons dels melismes del cant pla.

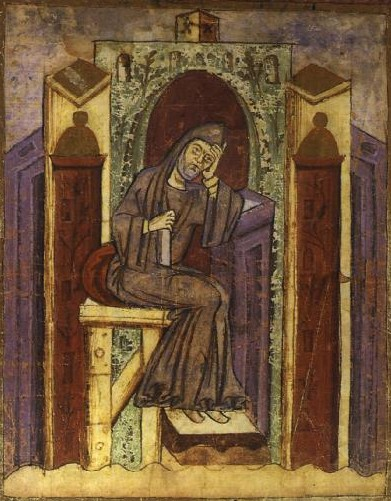
Notker en una miniatura del taller de S. Gallen, s. XI
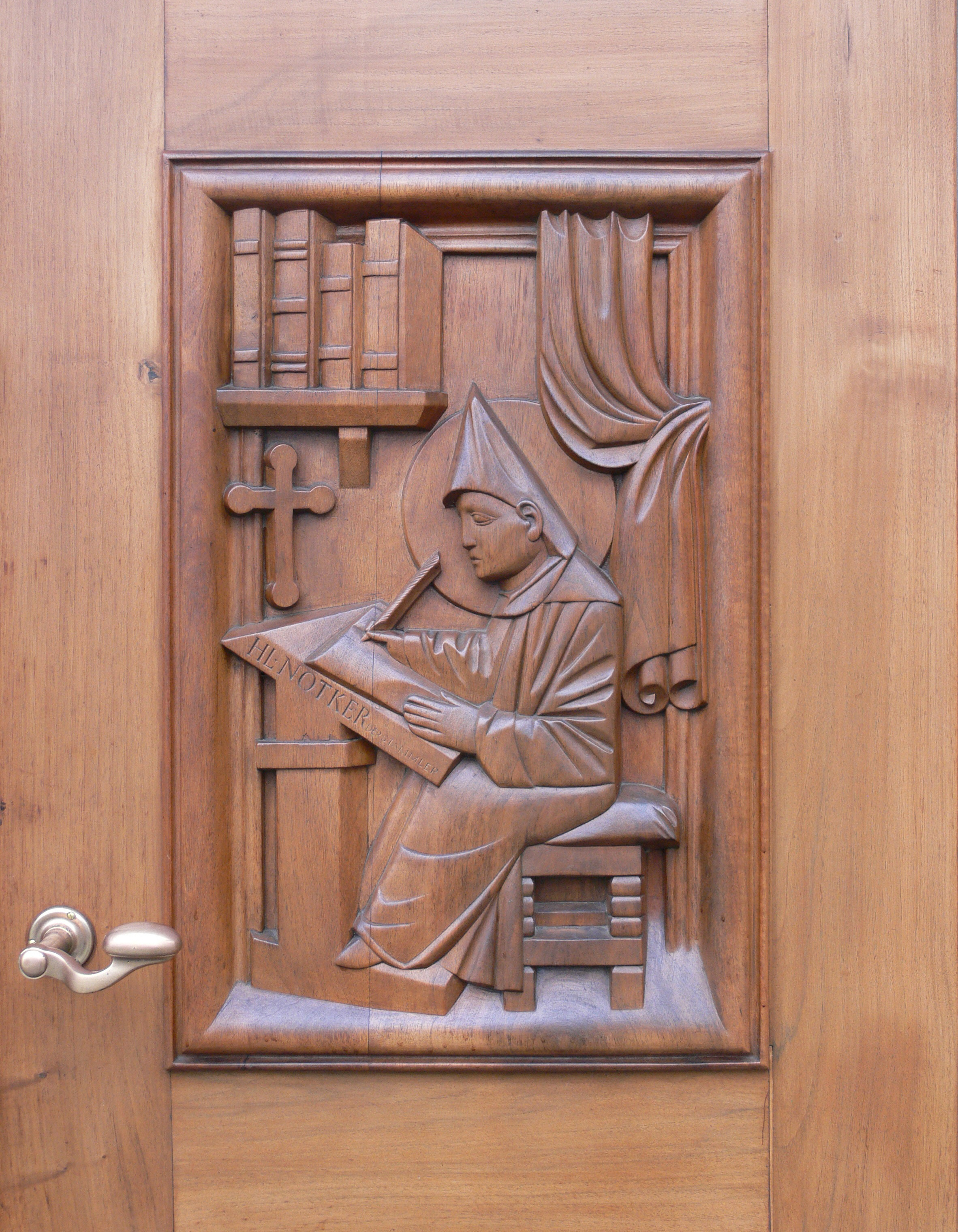
Relleu modern d'una porta de la catedral de Sankt Gallen, amb Notker el Quec
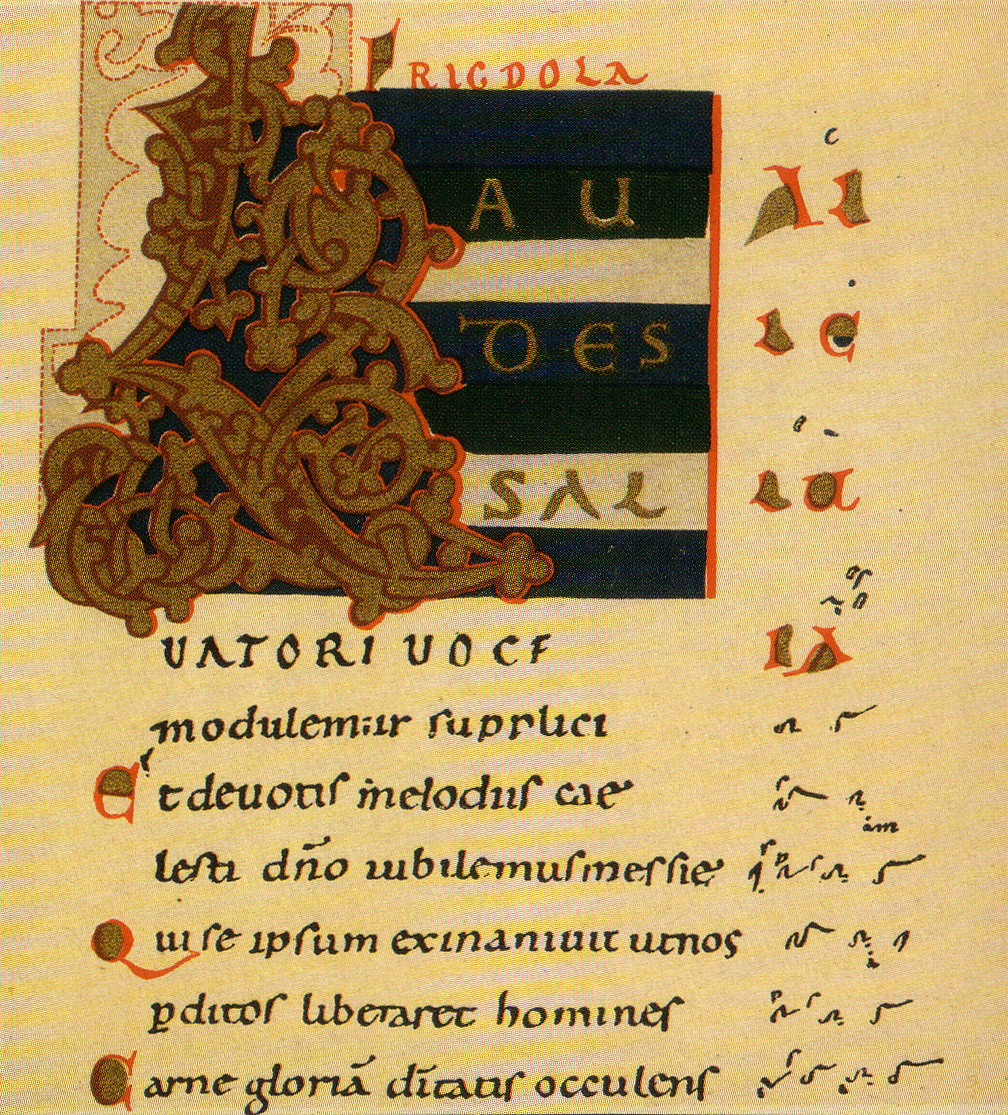
Laudes Salvatori, gradual i seqüència de Notker, amb notació musical de neumes, s. X (Einsiedeln, Stiftsbibliothek, Cod.121)